# Salmo 61
El salmo 61  es, según la numeración hebrea, el sexagésimo primer salmo del Libro de los salmos de la Biblia. Corresponde al salmo 60 según la numeración de la Biblia Septuaginta griega, empleada también en la Vulgata latina. Por este motivo, recogiendo la doble numeración, a este salmo también se le refiere como el salmo 61 (60).
El salmo se atribuye al rey David y se llama en latín Exaudi Deus ("Escucha mi clamor, oh Dios").

## Usos

### Judaísmo
- Este salmo se recita en Hoshaná Rabá .[2]
- El versículo 5 se encuentra en la repetición de la Amidá durante Rosh Hashaná .[3]

### Iglesia católica
Durante la Edad Media los monasterios utilizaron este salmo tradicionalmente recitado o cantado durante la celebración de los maitines del miércoles, según la Regla de San Benito establecida en 530.
En la Liturgia de las Horas actual , el Salmo 61 se canta o recita en la oficina del mediodía el sábado de la segunda semana del ciclo de cuatro semanas de oraciones litúrgicas.

## Texto
La siguiente tabla muestra el texto en hebreo del salmo con vocales, junto con el texto en griego koiné de la Septuaginta y la traducción al español de la Biblia del Rey Jacobo. Tenga en cuenta que el significado puede diferir ligeramente entre estas versiones, ya que la Septuaginta y el texto masorético provienen de tradiciones textuales diferentes. En la Septuaginta, este salmo está numerado como Salmo 60.
| #      | Hebreo                                               | Español | Griego |
| ------ | ---------------------------------------------------- | --- | --- |
| [ 13 ] | לַמְנַצֵּ֬חַ ׀ עַֽל־נְגִינַ֬ת לְדָוִֽד׃                               | (Al músico principal sobre Neginah, salmo de David).                                                                     | Εἰς τὸ τέλος, ἐν ὕμνοις· τῷ Δαυΐδ. -                                                                       |
| 1      | שִׁמְעָ֣ה אֱ֭לֹהִים רִנָּתִ֑י הַ֝קְשִׁ֗יבָה תְּפִלָּתִֽי׃                        | Escucha mi clamor, oh Dios; atiende a mi oración.                                                                        | ΕΙΣΑΚΟΥΣΟΝ, ὁ Θεός, τῆς δεήσεώς μου, πρόσχες τῇ προσευχῇ μου.                                              |
| 2      | מִקְצֵ֤ה הָאָ֨רֶץ ׀ אֵלֶ֣יךָ אֶ֭קְרָא בַּעֲטֹ֣ף לִבִּ֑י בְּצוּר־יָר֖וּם מִמֶּ֣נִּי תַנְחֵֽנִי׃ | Desde los confines de la tierra clamaré a ti, cuando mi corazón esté abrumado: llévame a la roca que es más alta que yo. | ἀπὸ τῶν περάτων τῆς γῆς πρὸς σὲ ἐκέκραξα ἐν τῷ ἀκηδιάσαι τὴν καρδίαν μου· ἐν πέτρᾳ ὕψωσάς με, ὡδήγησάς με, |
| 3      | כִּֽי־הָיִ֣יתָ מַחְסֶ֣ה לִ֑י מִגְדַּל־עֹ֝֗ז מִפְּנֵ֥י אוֹיֵֽב׃                   | Porque tú has sido mi refugio y una torre fuerte contra el enemigo.                                                      | ὅτι ἐγενήθης ἐλπίς μου, πύργος ἰσχύος ἀπὸ προσώπου ἐχθροῦ.                                                 |
| 4      | אָג֣וּרָה בְ֭אׇהׇלְךָ עוֹלָמִ֑ים אֶ֥חֱסֶ֨ה בְסֵ֖תֶר כְּנָפֶ֣יךָ סֶּֽלָה׃              | Moraré en tu tabernáculo para siempre; en el refugio de tus alas me refugiaré. Selah.                                    | παροικήσω ἐν τῷ σκηνώματί σου εἰς τοὺς αἰῶνας, σκεπασθήσομαι ἐν σκέπει τῶν πτερύγων σου. (διάψαλμα).       |
| 5      | כִּֽי־אַתָּ֣ה אֱ֭לֹהִים שָׁמַ֣עְתָּ לִנְדָרָ֑י נָתַ֥תָּ יְ֝רֻשַּׁ֗ת יִרְאֵ֥י שְׁמֶֽךָ׃           | Porque tú, oh Dios, has escuchado mis votos; me has dado la herencia de los que temen tu nombre.                         | ὅτι σύ, ὁ Θεός, εἰσήκουσας τῶν εὐχῶν μου, ἔδωκας κληρονομίαν τοῖς φοβουμένοις τὸ ὄνομά σου.                |
| 6      | יָמִ֣ים עַל־יְמֵי־מֶ֣לֶךְ תּוֹסִ֑יף שְׁ֝נוֹתָ֗יו כְּמוֹ־דֹ֥ר וָדֹֽר׃             | Prolongarás la vida del rey, y sus años como muchas generaciones.                                                        | ἡμέρας ἐφ᾿ ἡμέρας τοῦ βασιλέως προσθήσεις, τὰ ἔτη αὐτοῦ ἕως ἡμέρας γενεᾶς καὶ γενεᾶς.                      |
| 7      | יֵשֵׁ֣ב ע֭וֹלָם לִפְנֵ֣י אֱלֹהִ֑ים חֶ֥סֶד וֶ֝אֱמֶ֗ת מַ֣ן יִנְצְרֻֽהוּ׃              | Él permanecerá ante Dios para siempre: Oh, prepara misericordia y verdad, que puedan preservarlo.                        | διαμενεῖ εἰς τὸν αἰῶνα ἐνώπιον τοῦ Θεοῦ· ἔλεος καὶ ἀλήθειαν αὐτοῦ τίς ἐκζητήσει;                           |
| 8      | כֵּ֤ן אֲזַמְּרָ֣ה שִׁמְךָ֣ לָעַ֑ד לְֽשַׁלְּמִ֥י נְ֝דָרַ֗י י֣וֹם ׀ יֽוֹם׃               | Así cantaré alabanzas a tu nombre para siempre, para cumplir cada día mis votos.                                         | οὕτως ψαλῶ τῷ ὀνόματί σου εἰς τὸν αἰῶνα τοῦ αἰῶνος τοῦ ἀποδοῦναί με τὰς εὐχάς μου ἡμέραν ἐξ ἡμέρας.        |

## Comentarios

### De la iglesia católica

#### A todo el salmo
La estructura del salmo se organiza en torno a una súplica dirigida a Dios, iniciada con una petición de escucha, desarrollada en varias etapas y culminada con una promesa de alabanza. La oración comienza con el deseo del salmista de ser guiado al santuario, sigue con la razón por la cual debe cumplirse ese deseo, el anhelo profundo de alcanzarlo y la confianza en su realización. A continuación, se eleva una petición en favor del rey. El inicio con el clamor y el cierre con la alabanza enmarcan todo el contenido. Las expresiones relativas al rey, como “de generación en generación” o “por los siglos”, aunque simbólicas en el contexto original, fueron interpretadas en clave mesiánica por el judaísmo antiguo. En la tradición cristiana, estas expresiones encuentran cumplimiento en Jesucristo, cuya realeza eterna se afirma tras su Ascensión. Desde esta perspectiva, el salmo se convierte en una expresión del deseo de participar con Cristo en la gloria celestial.

#### A los versículos 1-6
El salmo expresa el clamor de un hombre que se siente lejos de la presencia de Dios, tal vez físicamente alejado de Jerusalén o incluso cercano a la muerte, como sugiere la expresión desde el confín de la tierra. El salmista reconoce su incapacidad para alcanzar por sí solo la salvación que anhela, y por eso se dirige a Dios, identificado como roca inaccesible, refugio seguro y torre frente a la amenaza, posiblemente la muerte. La seguridad se asocia al Templo, lugar donde el salmista desea habitar de forma permanente, en la certeza de estar bajo la protección divina. Esta confianza se funda en experiencias previas de salvación y en la pertenencia a la comunidad de los fieles. La heredad prometida a los que temen al Señor puede entenderse como la tierra, pero también como la experiencia de vivir bajo su presencia protectora.

#### A los versículos 7-9
Los bienes anteriormente deseados en el salmo se aplican ahora al rey, lo que podría reflejar una inserción litúrgica posterior, aunque en su forma actual indica que el salmista vincula su propio destino al del soberano. La petición de larga vida y de un reinado continuo ante el Señor sugiere que la estabilidad del rey representa también seguridad y bendición para el que ora. Esta identificación entre el bienestar del monarca y el del fiel culmina en una promesa de alabanza. Desde una lectura cristiana, Agustín de Hipona interpreta este pasaje como expresión de la oración universal de la Iglesia, en la que Cristo, como único mediador, ora en nombre de toda la humanidad desde cualquier rincón del mundo:

«Dios mío, escucha mi clamor, atiende a mi súplica. ¿Quién es el que habla? Parece que sea uno solo. Pero veamos si es uno solo: Te invoco desde los confines de la tierra con el corazón abatido. Por lo tanto, si se invoca desde los confines de la tierra, no es uno solo; y, sin embargo, es uno solo, porque Cristo es uno solo, y todos nosotros somos sus miembros. ¿Y quién es ese único hombre que clama desde los confines de la tierra? Los que invocan desde los confines de la tierra son los llamados a aquella herencia, a propósito de la cual se dijo al mismo Hijo: Pídemelo: te daré en herencia las naciones, en posesión, los confines de la tierra. De manera que quien clama desde los confines de la tierra es el cuerpo de Cristo, la heredad de Cristo, la única Iglesia de Cristo, esta unidad que formamos todos nosotros.

## Configuraciones musicales
El compositor checo Antonín Dvořák puso música a los versículos 1, 3 y 4 (junto con parte del Salmo 63 ) en el número 6 de sus Canciones bíblicas (1894).